# 인빈시블급 항공모함
인빈시블급 항공모함(Invincible class aircraft carrier)은 영국 해군의 경항공모함이다. 영국 해군이 운용중이던 인빈시블급 3척은 2005년부터 2014년에 걸쳐 모두 퇴역했으며 현재 영국 해군은 항모 운용 능력을 잃은 상태이다. 2017년 6만톤급인 퀸 엘리자베스급 항공모함의 초도함이 영국해군에 인도되며, 추후 1척 더 배치될 예정이다.

## 개발

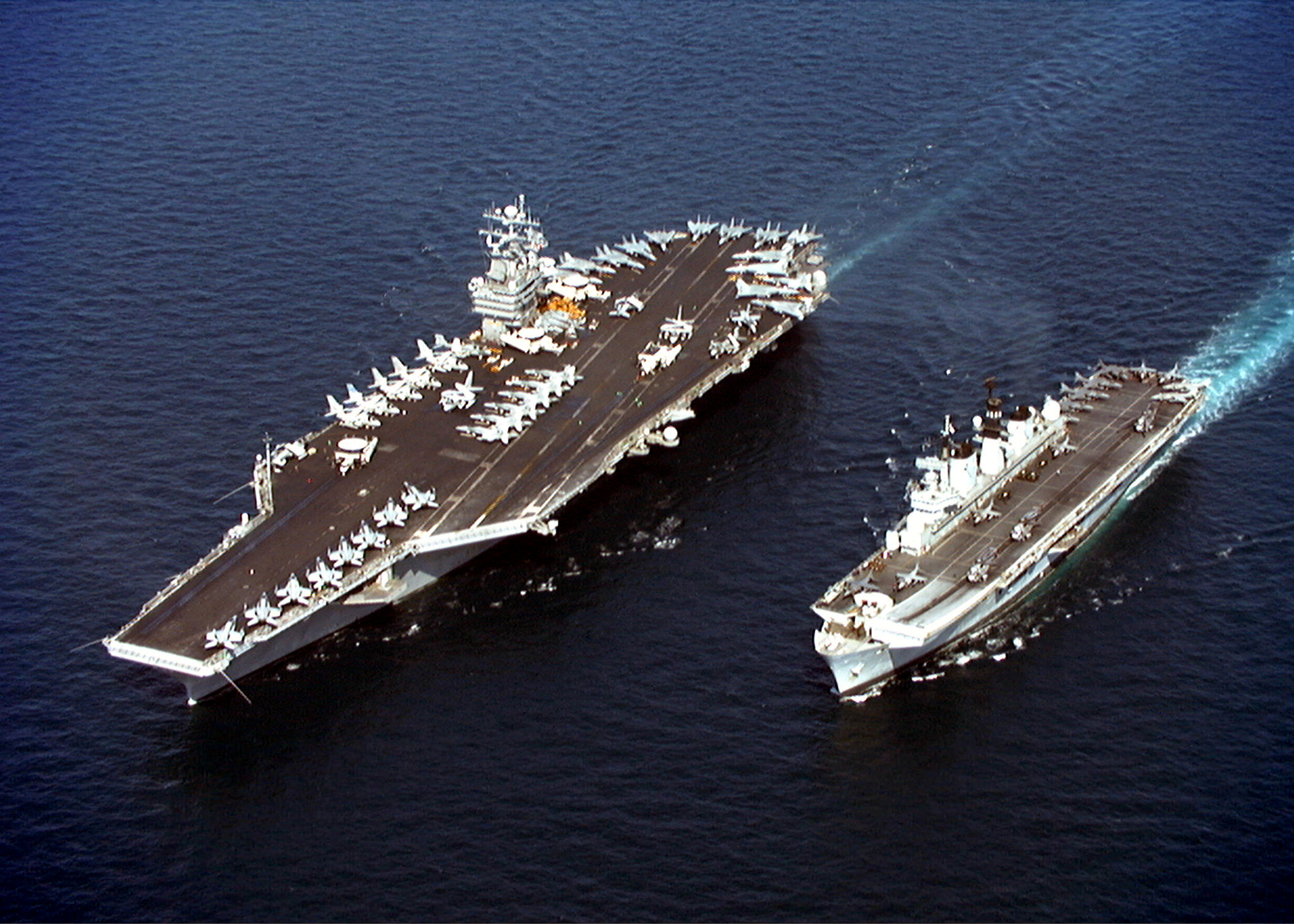
미국 항공모함과 영국의 인빈서블급

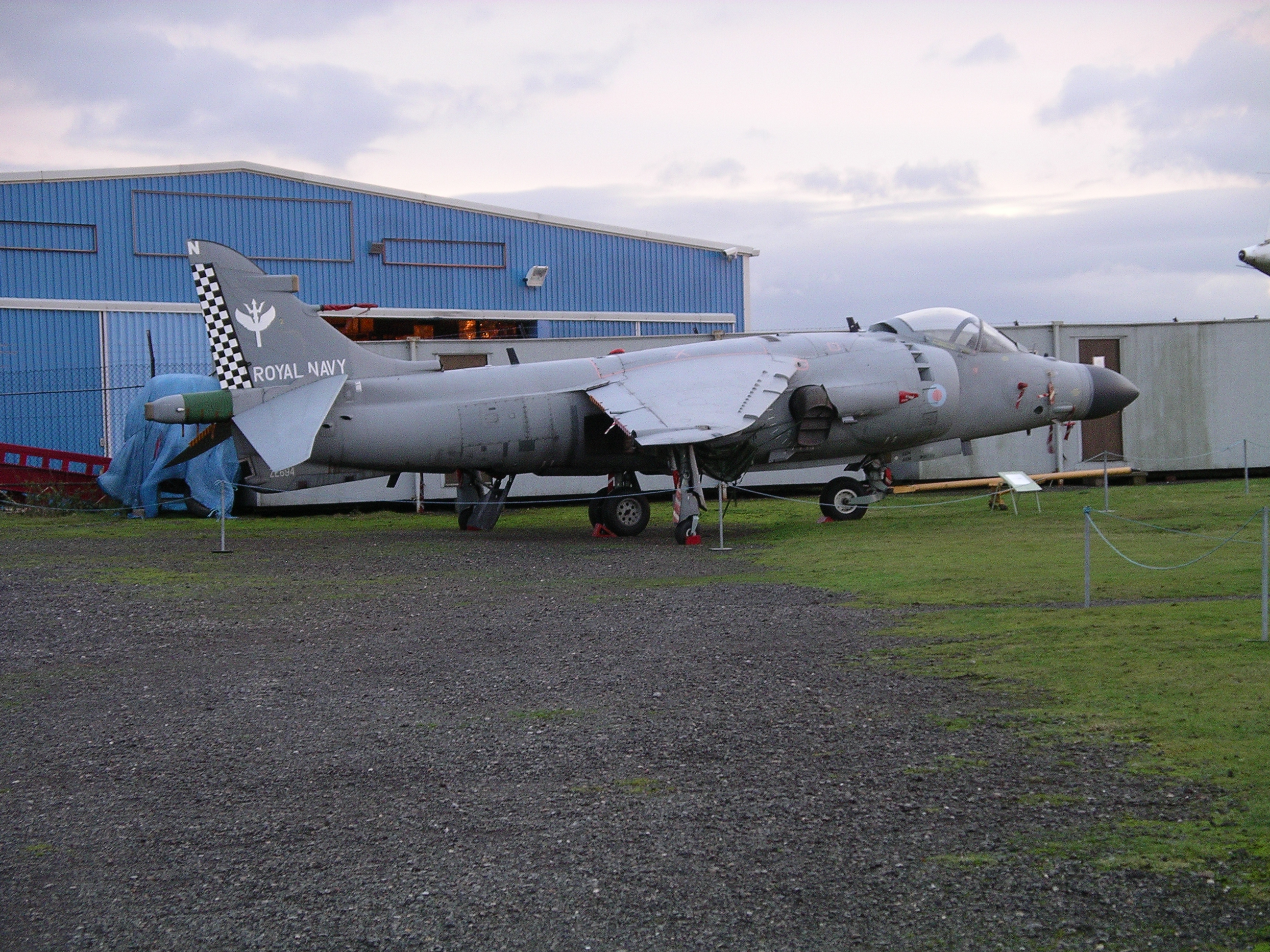
영국의 미들랜드 항공 박물관에 전시되어 있는 시해리어 FA2 ZE694

1966년, 개발예정이던 CVA-01급 항공모함이 취소되면서, 영국 해군에서는 고정익 함재기 운용이 중단되었다. 영국 해군은 CVA-01급 이전에 어데셔스급 항공모함, 센타우르급 항공모함으로 고정익 제트 전투기를 함재기로 운용해 왔었다.
그러나 1970년대 초반, "through deck cruisers"(함미에서 함수까지를 관통한 데크를 갖춘 순양함이란 의미)의 첫 번째 함이 계획되었다. 예산지원의 기회를 증가시키기 위해서, 항공모함이라는 용어의 사용은 피하려고 했다. 이 배들은 점차 인빈서블급 항공모함이 되었다.
약간의 개조를 하여, 스키 점프대가 170m 길이의 데크 끝에 추가되었으며, 이로써 해리어의 운용이 가능해졌다.
2017년 이후에 6만톤급인 퀸 엘리자베스급 항공모함 2척이 배치될 예정이다. 고정익 함재기를 다시 사용할 계획이다.

## 동급함정
1. HMS 인빈서블 (R05) - 퇴역 (2005)
2. HMS 일러스트리어스 (R06) - 퇴역 (2014)
3. HMS 아크 로열 (R07) - 퇴역 (2011)

## 같이 보기
- 스키 점프대